# Liste der Einträge im National Register of Historic Places im Storey County
Diese Liste der Einträge im National Register of Historic Places im Storey County enthält alle in Storey County, Nevada in das National Register of Historic Places eingetragenen Gebäude, Bauwerke, Objekte, Stätten oder historischen Distrikte.
Diese Liste entspricht dem Bearbeitungsstand des National Park Service/National Register of Historic Places vom 25. Oktober 2024.

## Legende
| NRHP | Historic Place                      |
| NHLD | National Historic Landmark District |
| HD   | National Historic District          |

## Aktuelle Einträge
| [ 2 ] | Name                            | Bild                       | Eintragsdatum                 | Lage | Ort           | Beschreibung |
| ----- | ------------------------------- | -------------------------- | ----------------------------- | --- | ------------- | ------------ |
| 1     | Chollar Mansion                 | Chollar Mansion            | 5. Aug. 1993 ID-Nr. 93000689  | 565 S. D Street 39° 18′ 10″ N, 119° 39′ 3″ W                                                             | Virginia City |              |
| 2     | Derby Diversion Dam             | weitere Bilder             | 26. Apr. 1978 ID-Nr. 78001727 | östlich von Sparks, an der Interstate 80 39° 35′ 9″ N, 119° 26′ 49″ W                                    | Sparks        |              |
| 3     | King-McBride Mansion            | weitere Bilder             | 4. Sep. 1998 ID-Nr. 98001086  | 26-28 S. Howard Street 39° 18′ 38″ N, 119° 39′ 3″ W                                                      | Virginia City |              |
| 4     | Lagomarsino Petroglyph Site     | weitere Bilder             | 24. März 1978 ID-Nr. 78001728 | Adress nicht veröffentlicht                                                                              | Virginia City |              |
| 5     | Marlette Lake Water System      | Marlette Lake Water System | 16. Sep. 1992 ID-Nr. 92001162 | zwischen dem Marlette Lake und der östlich gelegenen Nevada State Route 80 39° 13′ 15″ N, 119° 49′ 17″ W | Virginia City |              |
| 6     | McCarthy House                  | weitere Bilder             | 31. Okt. 1995 ID-Nr. 95001231 | 50 S. I Street 39° 18′ 30,4″ N, 119° 38′ 48,2″ W                                                         | Virginia City |              |
| 7     | Parish House                    | weitere Bilder             | 5. Aug. 1993 ID-Nr. 93000688  | 109 S. F Street 39° 18′ 33″ N, 119° 38′ 48″ W                                                            | Virginia City |              |
| 8     | Piper's Opera House             | weitere Bilder             | 21. März 1997 ID-Nr. 97000217 | 1, 3, und 5 N. B Street 39° 18′ 39″ N, 119° 39′ 6″ W                                                     | Virginia City |              |
| 9     | Piper-Beebe House               | Piper-Beebe House          | 5. Aug. 1993 ID-Nr. 93000684  | 2 South A Street 39° 18′ 40″ N, 119° 38′ 59″ W                                                           | Virginia City |              |
| 10    | Henry Piper House               | weitere Bilder             | 4. Mai 2011 ID-Nr. 11000254   | 58 North B Street 39° 18′ 41,9″ N, 119° 38′ 59,5″ W                                                      | Virginia City |              |
| 11    | C.J. Prescott House             | weitere Bilder             | 5. Aug. 1993 ID-Nr. 93000687  | 12 Hickey Street 39° 18′ 12,3″ N, 119° 39′ 5,2″ W                                                        | Virginia City |              |
| 12    | Virginia City Historic District | weitere Bilder             | 15. Okt. 1966 ID-Nr. 66000458 | Virginia City und angrenzende Teilbereiche 39° 15′ 35″ N, 119° 35′ 19″ W                                 | Virginia City |              |